# Bahía de Caraquez
Bahía de Caráquez – miasto w zachodnim Ekwadorze, nad Oceanem Spokojnym, położone w prowincji Manabí.
Miasto ucierpiało wskutek trzęsienia ziemi w roku 2016.